# Средневековый Хотин
Средневековый Хотин — фестиваль исторической реконструкции средневековья, который проходит в период майских праздников на территории около Хотинской крепости на Украине. Фестиваль является международным и собирает реконструкторов из Украины, России, Белоруссии, Польши и других стран. В формате фестиваля проходит турнир по историческому средневековому бою. Фестиваль проходит уже четвертый год. Первый раз фестиваль был организован в 2012 году и проходил с 29 апреля по 2 мая

## Фестиваль 2012 года
Первый "Средневековый Хотин" был организован на месте проводившейся в 2010 - 2011 годах Битвы Наций. В фестивале приняли участие несколько сотен реконструкторов с Украины, из России, Белоруссии и Польши .
Программа фестиваля включала:
1. бугурты, турниры "1 на 1" (Меч»; «Щит-Меч»; «Двуручный меч»)
2. военно-реконструкторскую игру "Ратибор"
3. фаер шоу, конкурсы мужских и женских костюмов
4. показательные боевые маневры
5. профессиональные поединки
6. штурм и осада крепости
7. конкурсы доспехов
8. выступления средневековых групп
9. конный турнир

Конный турнир на фестивале был первым массовым конным турниром на территории Украины, в котором проводились копейные сшибы .

## Фестиваль 2013 года
"Средневековый Хотин" в 2013 году будет проходить на том же месте 9-12 мая .
Программа фестиваля в 2013 году будет включать те же, пункты, которые были в 2012 и некоторые другие. Дополнительно будут проводиться соревновательные массовые бои "5 на 5".
также будет изменен формат конного турнира. Новый формат будет включать в себя так называемую "Битву столиц", в которой сойдутся бойцы из Москвы, Санкт-Петербурга,Минска и Каменец-Подольского. Осада крепости будет проходить с использованием осадным орудий .
На фестивале будут проводиться мастер-классы по средневековым ремеслам, конкурсы для зрителей и участников, будут проходить выступления уличных театров и вечернее фаер-шоу, концерты этно-роковых групп.